# Chris Luongo
Christopher „Chris“ Luongo (* 17. März 1967 in Detroit, Michigan) ist ein ehemaliger US-amerikanischer Eishockeyspieler und -trainer, der in seiner aktiven Zeit von 1985 bis 2004 unter anderem für die Detroit Red Wings, Ottawa Senators und New York Islanders in der National Hockey League gespielt hat.

## Karriere
Chris Luongo begann seine Karriere als Eishockeyspieler in der Mannschaft der Michigan State University, in der er von 1985 bis 1989 aktiv war. Zuvor wurde er bereits als Juniorenspieler im NHL Entry Draft 1985 in der fünften Runde als insgesamt 92. Spieler von den Detroit Red Wings ausgewählt, für die er in der Saison 1990/91 sein Debüt in der National Hockey League gab, wobei er in vier Spielen eine Vorlage gab. Während seiner Zeit im Franchise der Detroit Red Wings spielte er jedoch hauptsächlich für deren Farmteams, die Phoenix Roadrunners aus der International Hockey League und die Adirondack Red Wings aus der American Hockey League, wobei er in der Saison 1991/92 mit Adirondack den Calder Cup gewann. Am 9. September 1992 erhielt der Rechtsschütze einen Vertrag bei den Ottawa Senators, für die er in der folgenden Saison in 76 Spielen auf dem Eis stand. Von 1993 bis 1996 spielte er für deren Ligarivalen New York Islanders sowie anschließend ein Jahr lang für die Milwaukee Admirals aus der IHL.
Im Sommer 1997 wurde Luongo vom EV Landshut aus der DEL verpflichtet, für den er in den folgenden beiden Spielzeiten auf dem Eis stand. Nachdem die Bayern 1999 ihre DEL-Lizenz verkauften, schloss sich der US-Amerikaner den neugegründeten München Barons an, mit denen er in der Saison 1999/2000 Deutscher Meister wurde. Im folgenden Jahr erreichte er erneut mit den Barons das DEL-Finale, unterlag dort mit seiner Mannschaft jedoch dem DEL-Rekordmeister Adler Mannheim. Anschließend spielte der ehemalige Nationalspieler zwei Jahre lang für die Nürnberg Ice Tigers, ehe er seine Karriere in der Saison 2003/04 beim amtierenden Meister Krefeld Pinguine beendete. In der Saison 2006/07 arbeitete Luongo als Assistenztrainer für die Mannschaft der Wayne State University.

### International
Für die USA nahm Luongo an den Weltmeisterschaften 1996, 1998 und 2000 teil.

## Erfolge und Auszeichnungen
| - 1987 NCAA Championship All-Tournament Team - 1989 CCHA Second All-Star Team - 1992 Calder-Cup-Gewinn mit den Adirondack Red Wings | - 1996 Bronzemedaille bei der Weltmeisterschaft - 2000 Deutscher Meister mit den München Barons - 2001 Deutscher Vizemeister mit den München Barons |